# هنريك بارانوفسكي
هنريك بارانوفسكي (بالبولندية: Henryk Baranowski)‏ هو مخرج وممثل بولندي، ولد في 9 فبراير 1943 في أوكرانيا، وتوفي في 27 يوليو 2013 في بولندا بسبب سرطان.

## وصلات خارجية
- هنريك بارانوفسكي على موقع IMDb (الإنجليزية)
- هنريك بارانوفسكي على موقع ألو سيني (الفرنسية)
- هنريك بارانوفسكي على موقع أول موفي (الإنجليزية)
- هنريك بارانوفسكي على موقع قاعدة بيانات الأفلام السويدية (السويدية)
- هنريك بارانوفسكي على موقع قاعدة بيانات الفيلم (الإنجليزية)
- هنريك بارانوفسكي على موقع كينوبويسك (الروسية)